# Moto Arena Łódź
Moto Arena Łódź – stadion piłkarsko-żużlowy w Łodzi, w Polsce. Został wybudowany w latach 2016–2018 i zainaugurowany 29 lipca 2018 roku. Obiekt może pomieścić 10 350 widzów. Na stadionie występują żużlowcy klubu Orzeł Łódź. Obiekt powstał tuż obok dawnego stadionu żużlowego Orła. Budowa nowego obiektu kosztowała 49,8 mln zł. Długość toru żużlowego na stadionie wynosi 321 m. Rekordzistą toru jest Polak Bartosz Zmarzlik zawodnik Motor Lublin. Rekordowy czas 57,72 sekund ustanowił w zawodach IMP 2023 czwartego września.
3 września 2022 na Moto Arenie odbyła się trzecia runda Speedway European Championship. Wygrał ją wówczas Janusz Kołodziej, a podium uzupełnili Dominik Kubera oraz Leon Madsen.